# St. Gangolf (Rehestädt)

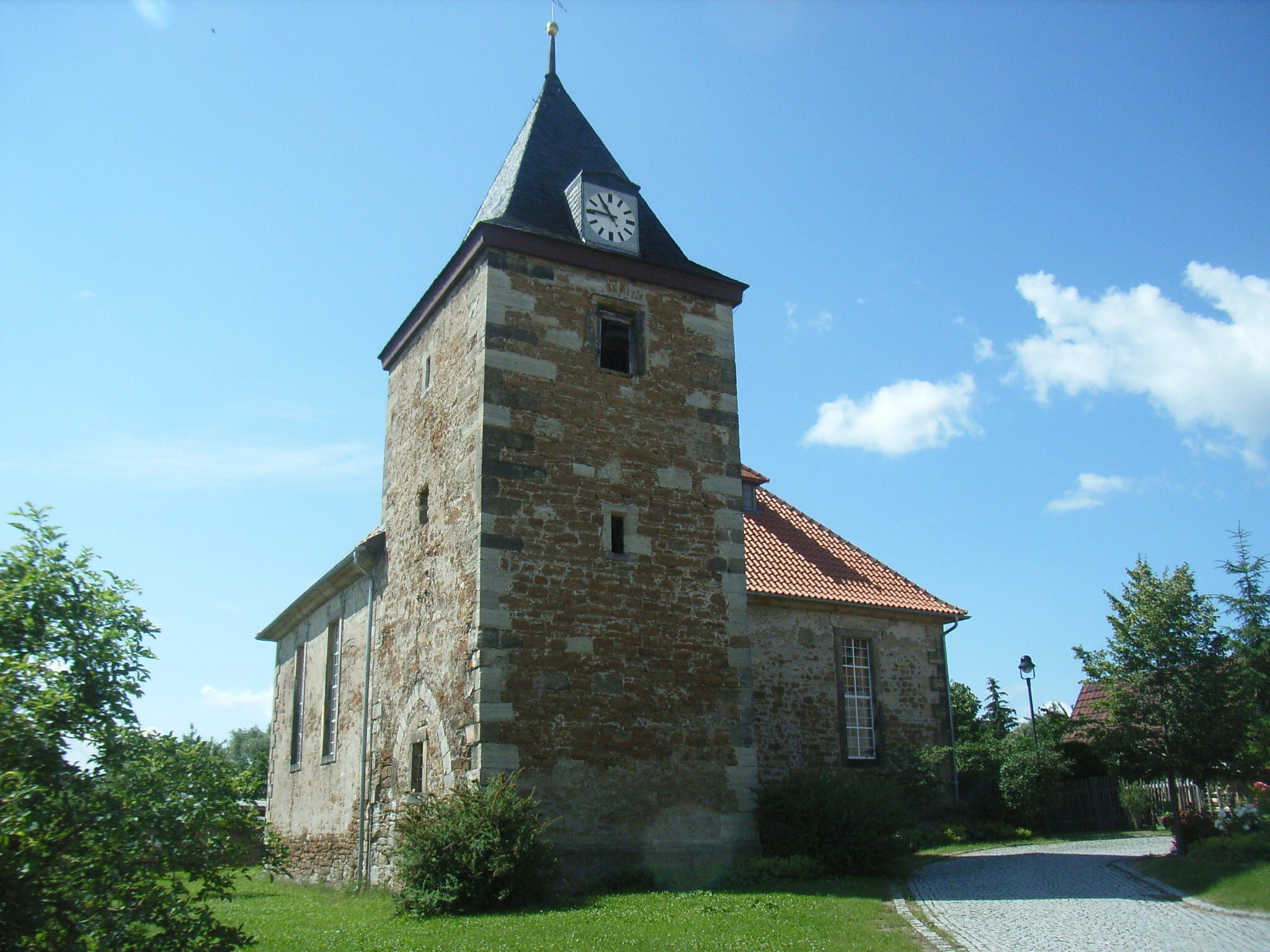
Die Kirche

Die Dorfkirche St. Gangolf steht im Ortsteil Rehestädt der Gemeinde Amt Wachsenburg in Thüringen. Sie gehört zum Pfarramt Ichtershausen-Holzhausen im Kirchenkreis Arnstadt-Ilmenau der Evangelischen Kirche in Mitteldeutschland.

## Geschichte
Im Jahre 1448 wurde die nach dem heiligen Gangolf benannte Kirche gebaut. 1719 erfolgte die Grundsteinlegung der neuen heute bestehenden Kirche. Bei Ausschachtungsarbeiten fand man ein Grab mit beigelegten Münzen aus dem Jahr 1242.
1750 begann der Orgelbaumeister Johann Christoph Thielemann die neue Orgel einzubauen. Er erkrankte plötzlich und sein Schüler Johann Stephan Schmaltz aus Arnstadt übernahm diese Aufgabe.
In den Jahren 2000 bis 2003 übernahmen Häftlinge aus dem offenen Strafvollzug der Jugendstrafanstalt Ichtershausen die Sanierungsarbeiten.
Der Glockenstuhl wurde 2010 neu errichtet, wobei die Glocken neu und anders gehängt wurden.